# 最后生还者角色列表
《最后生还者》是由顽皮狗开发的2013年动作冒险生存恐怖游戏。遊戲設定在末日之後的美國，玩家将操控喬爾，护送少女艾莉横跨美国，他們在旅程中相扶持作戰以求存活。乔尔和艾莉之间的关系是游戏开发的关注点。
乔尔是游戏中的主要可玩角色，但玩家有时也需要操控艾莉。在他们的旅程中，乔尔和艾莉遇到了各种人物：与乔尔关系密切的幸存者——泰絲；民兵组织“萤火虫”的领导人——玛琳；加固自己城镇的幸存者——比尔；来自哈特福德的兄弟——亨利和山姆；建立了自己的定居点的乔尔的弟弟汤米和他的妻子玛丽亚；以及一群食人族的领导人——大卫。此外，乔尔的女儿莎拉出现在游戏的序幕中，艾莉的朋友莱莉·亚伯出现在可下载内容《最后生还者：遗落》中。

## 主角

### 喬爾
喬爾（Joel，動作捕捉與配音：Troy Baker）本故事中的男主角，年齡介乎40-50歲。20年前為一名單身父親，育有一名12歲的女兒莎拉，他與女兒一起住在德克薩斯州。不久後疫症爆發，他與弟弟湯米和莎拉一起逃亡時莎拉卻意外被士兵槍殺，從此落入失去愛女的陰霾中，但在20年來因為世間的改變而逐漸走出陰霾，起初似乎想隱藏自己的過去（從未有向艾莉說明自己曾經失去女兒而避而不談以及在堤壩裏不願意收下自己與女兒的合照中得知），但自從在冬天因為重傷而受到艾莉無微不至的照顧而存活下來後未有再隱藏自己的過去，並曾經向艾莉指出如果自己的女兒沒有死去艾莉應該和自己女兒是好朋友。
20年後，他與友人兼合作夥伴泰絲住在波士頓隔離區，兩人經常走私各類物資與武器和一些稀有品。並收到與政府對立的火螢組織首領瑪琳所托，帶一名14歲的小女孩艾莉去荒廢的議會大樓內給火螢護送部隊接手，以換取被奪走的槍械。到達議會大樓時卻發現火螢護送部隊已經全軍覆沒，泰絲也不幸遭到感染，泰絲為了拯救他們而選擇與軍隊交戰拖延時間，最後戰死。
於是他帶着艾莉尋找他的弟弟湯米。雖然起初他對艾莉毫無好感，甚至在對話中指出艾莉永遠都不是她的女兒，而且永遠都沒有把她當成自己的女兒，但之後內心卻逐漸將她當做是自己親生女兒般關心。在找到自己的弟弟湯米後，曾考慮將艾莉交給他，但後來決定自己親手將她帶往火螢的實驗室。
在尋找火螢實驗室時卻發現火螢已廢棄了該營地，兩人尋找線索時卻遭遇獵人的襲擊，喬爾在戰鬥中身負重傷，高燒昏迷許久在艾莉不捨不棄的照顧和尋找藥品的情況下獲救，之後對艾莉的態度開始有所軟化，言語也不再嚴厲。

### 艾莉

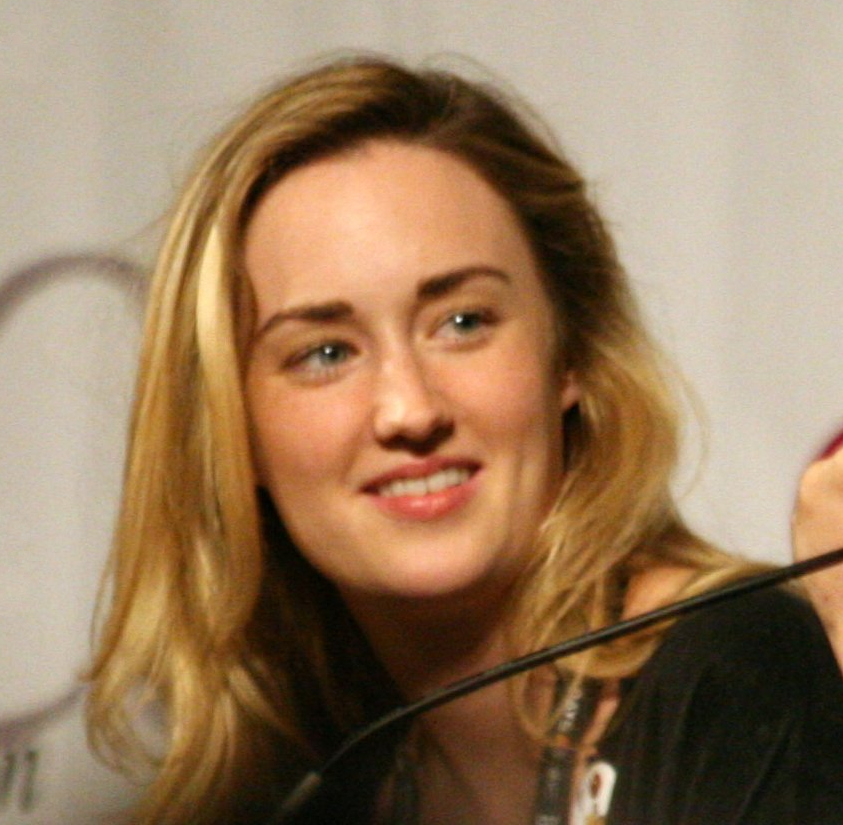
Ashley Johnson，攝於2014年

艾莉（Ellie，動作捕捉與配音：Ashley Johnson）是本故事中的女主角，14歲。幼時父母雙亡，被送進軍事化管理的孤兒院，在遊戲故事開始的三個星期前，與先逃脫並加入火螢的同伴萊莉逃出孤兒院，在途中意外遭到感染，卻沒有變成喪屍（感染者），被火螢的人帶走後才被瑪琳發現真實身分。
身上可能蘊藏着研製疫苗的關鍵，因此瑪琳要求喬爾與泰絲帶着艾莉去找護送部隊，讓護送部隊帶着艾莉去實驗室找出研製疫苗的方法。但護送部隊卻已全滅，在途中泰絲不小心被感染者咬傷後，自知沒救而獨自斷後與軍隊交戰後戰死，之後艾莉與喬爾一起踏上旅途。
喜歡看漫畫，個性活潑，遇敵時會乖乖待在安全處讓喬爾能專心應戰，但有時候會協助喬爾作戰，例如用磚頭攻擊感染者，甚至試過拯救了喬爾與獵人格鬥時處於下風的喬爾。
在喬爾負傷期間獨力狩獵好維持生計，並努力尋找藥物好治療對方。在獵人來襲期間試圖引走敵人但失敗，最後被醒來的喬爾所救，兩人之間原本近似冷戰的局面也有所改觀。
到達火螢新據點後經醫生診斷指出是她體內的蟲草菌出現突變，是研製出疫苗的重要關鍵，但因為病毒植株已經深入腦髓，如果接受手術，艾莉將會失去生命，雖然艾莉自願接受此手術，但最後喬爾殺死了瑪琳與大量火螢成員，救走了艾莉。雖然起初對喬爾毫無好感，但後來與他產生了感情，並視對方為自己的父親。

## 其他角色

### 泰絲
泰絲（Tess，動作捕捉與配音：Annie Wersching）喬爾的友人兼合作夥伴，人脈廣闊。在得知艾莉已經受感染時雖感到不安，但相信艾莉已經感染三星期卻沒有變成喪屍（感染者），因此說服喬爾讓艾莉留下。到達議會大樓前，不幸受到感染，因此決定犧牲自己抵擋士兵的追擊，一人便殺了多名士兵，但最終不幸戰死。

### 莎拉
莎拉（動作捕捉與配音：Hana Hayes），12歲，喬爾的女兒。疫症爆發時與父親、叔叔湯米一起逃亡，但在逃亡途中被士兵槍殺。

### 湯米
湯米（Tommy，動作捕捉與配音：Jeffrey Pierce），喬爾的親生弟弟，起初與喬爾、莎拉一起逃亡。雖及時救了喬爾，但莎拉卻不幸被士兵槍殺。曾加入火螢組織，後來退出火螢並與瑪麗亞以及一群夥伴居住在堤壩的村落裏。

### 瑪麗亞
瑪麗亞（Maria，動作捕捉與配音：Ashley Scott），湯米的妻子，與湯米以及夥伴居住在堤壩的村落裏，反對湯米收留艾莉以及跟隨喬爾尋找出走的艾莉，後被湯米說服。

### 比爾
比爾（Bill，動作捕捉與配音：William Earl Brown），一名老練的生存主義者，喬爾和泰絲的走私合作夥伴，為人神經質。為二人收集和調度各類物資與武器，擅長製作陷阱和詭雷。因為欠了喬爾一個人情而答應為他找出一輛可動的車子。但後來與喬爾、艾莉到達一所房屋時發現法蘭克的遺體因此感到沮喪。在真人電視劇設定為男同性戀者。

### 法蘭克
法蘭克（Frank），曾為比爾志同道合的友人，因為生活方式與比爾出現分歧而選擇分道揚鑣，後受到感染而自殺身亡並留下遺書，提到討厭比爾的膽識和過於唯我獨尊，也提到離開比爾的行動管轄範圍是死路一條但好過跟他在一起生活。在真人電視劇設定與比爾一樣為男同性戀者。

### 山姆
山姆（Sam，動作捕捉與配音：Nadji Jeter），13-14歲，亨利的親生弟弟，兩人互相依靠。遇到艾莉及喬爾，四人一起逃離市區。和艾莉的感情似乎不錯，但最終受到感染而變成喪屍（感染者）而被自己親生哥哥槍殺。

### 亨利
亨利（Henry，動作捕捉與配音：Brandon Scott），25歲，山姆的親生哥哥，兩人互相依靠。後遇到艾莉及喬爾，四人一起逃離市區。山姆後來因受到感染而變成喪屍襲擊艾莉，在無可奈何的情況下槍殺自己親生弟弟，後因為深感內疚而崩潰自殺。

### 大衛
大衛（David，動作捕捉與配音：Nolan North），獵人集團的領導者，第一次遇到艾莉時希望利用一些物品來換取艾莉獵取的鹿，而艾莉為了照顧受了重傷的喬爾而提出利用抗生素來交換，令大衛發現艾莉就是早前殺掉集團多名成員的兩人，最初為了得知喬爾現時所在位置而放過了艾莉，但後來因為艾莉攻擊獵人集團而綁架了艾莉，在綁架艾莉期間為招降艾莉而對她表白，想讓她待下卻遭弄斷手指。於是他與詹姆士聯手制服艾莉企圖殺死她，攻擊未果反導致詹姆士被殺死，後企圖殺死艾莉終被艾莉給反殺。在真人電視劇改為將艾莉壓制在地後企圖侵犯她時被反殺。

### 詹姆士
詹姆士（James，動作捕捉與配音：Reuben Langdon），獵人集團成員，大衛的助手及同伴，與大衛聯手制服艾莉，再企圖殺死艾莉，但反被艾莉用伙房的剁刀斬殺。

### 瑪琳
瑪琳（Marlene，動作捕捉與配音：Mere Dandridge），與政府對立的火螢組織首領，被稱為火螢皇后，其組織火螢是政府軍的眼中釘，雙方經常發生戰爭，但後期政府幾乎滅了整個火螢組織，因而要經常逃亡。跟艾莉已離世的父母似乎感情不錯，因而照顧著艾莉。在結局中被為了拯救艾莉而逃離火螢實驗室的喬爾槍殺。

### 萊莉
萊莉（Riley，動作捕捉與配音：Yanni King），14歲，火螢組織成員，艾莉的好友，登場於支線故事《最后生还者：遗落》中。由於即將被調離波士頓隔離區，因此去找艾莉渡過在波士頓隔離區的最後一晚，由於兩人受到政府軍的追捕，逃到一座荒廢了的商場，兩人在荒廢了的百貨公司裏遊玩，萊莉期間無意中播放音樂，引來感染者的追擊，兩人逃亡期間一同受到感染，兩人本想了結生命，但最後還是決定一起渡過最後時刻，根據艾莉與喬爾的對話中確認因受到感染而死亡，但詳細死因不詳。

## 反响
《最后生还者》的登场角色获得了普遍的好评。Eurogamer的韦尔什写道，德鲁克曼以“真正的耐心和技巧”塑造了这两个主角，并赞美了角色的情感价值，Joystiq的理查德·米切尔认为乔尔和艾莉间的关系“真实”且富有情感。《电脑与电子游戏》的凯利认为角色“色彩丰富”，且人物的塑造也“令人印象深刻”。GameSpot的卡罗琳·佩蒂特认为，游戏的人性意识通过角色得到了积极的反映。《每日电讯报》的汤姆·霍金斯称这些角色“复杂”和“有缺陷”，指出他们帮助游戏保持“自己的身份”。